# 韩青 (田径运动员)
韓青（1970年3月4日—），中國女子田徑運動員，1990年在亞洲運動會上摘得200公尺金牌。1993年全國運動會400公尺跨欄決賽上，韓青以53.96秒打破全國紀錄。她在1994年亚洲运动会上被检出服用兴奋剂，遭禁赛4年，400米栏金牌也遭剥夺。

## 外部連結
- 韩青在的頁面